# Котюк Андрій Валерійович
Андрі́й Вале́рійович Котю́к (нар. 3 вересня 1976, Дніпропетровськ, СРСР) — український футболіст, півзахисник та нападник найбільше відомий завдяки виступам у складі дніпропетровського «Дніпра», маріупольського «Металурга», сімферопольської «Таврії» та низки інших українських клубів.

## Клубна кар'єра
Андрій Котюк народився у Дніпропетровську, де й почав займатися футболом. У 17-річному віці дебютував у складі «Дніпра», а 28 листопада 1993 вразив ворота запорізького «Металурга», ставши одним з наймолодших на той час голеадорів вищої ліги. Втім, закріпитися у складі рідного клубу Андрію не вдалося і він змушений був шукати щастя у новомосковському «Металурзі» та криворізькому «Кривбасі». Викликався до юніорської збірної України.
У 1998 році відгукнувся на пропозицію Миколи Павлова, з яким працював раніше у «Дніпрі», та уклав угоду з маріупольським «Металургом», де провів три повноцінні сезони, однак міцним гравцем «основи» так і не став. У 2001 році Котюк опинився в сімферопольській «Таврії», де нарешті зумів проявити себе повною мірою та здобути статус провідного гравця клубу.
Завершував кар'єру в складі клубів нижчих ліг — дніпродзержинської «Сталі» та черкаського «Дніпра».

## Виступи за збірну
Виступав за юнацьку збірну України U-18.

## Досягнення
- Бронзовий призер чемпіонату України (1): 1994/95
- Фіналіст Кубка України (1): 1994/95
- Переможець групи «В» другої ліги чемпіонату України (1): 2003/04
- Бронзовий призер групи «Б» другої ліги чемпіонату України (1): 1995/96
- Брав участь у «бронзовому» сезоні черкаського «Дніпра» у другій лізі чемпіонату України (2004/05), однак провів на полі лише 1 матч, чого замало для отримання медалей.